# Iglesia de Santa Catalina (Alcira)
La iglesia arciprestal de Santa Catalina Virgen y Mártir en la localidad de Alcira (provincia de Valencia, Comunidad Valenciana, España) es un templo de estilos gótico y barroco.
Se trata de una importantísima muestra de la arquitectura del gótico valenciano religiosa de la época de la Reconquista que evoluciona a través del tiempo adaptándose a nuevas demandas funcionales y estilísticas.

## Descripción
Este templo se levantó sobre el solar de la mezquita mayor, con planta basilical y estructura gótica, y fue remodelada en 1531 reutilizándose los contrafuertes. Actualmente subsisten algunos elementos góticos, como los contrafuertes, restos de arcos torales, vanos ojivales y el óculo, la capilla mayor y la torre campanario.

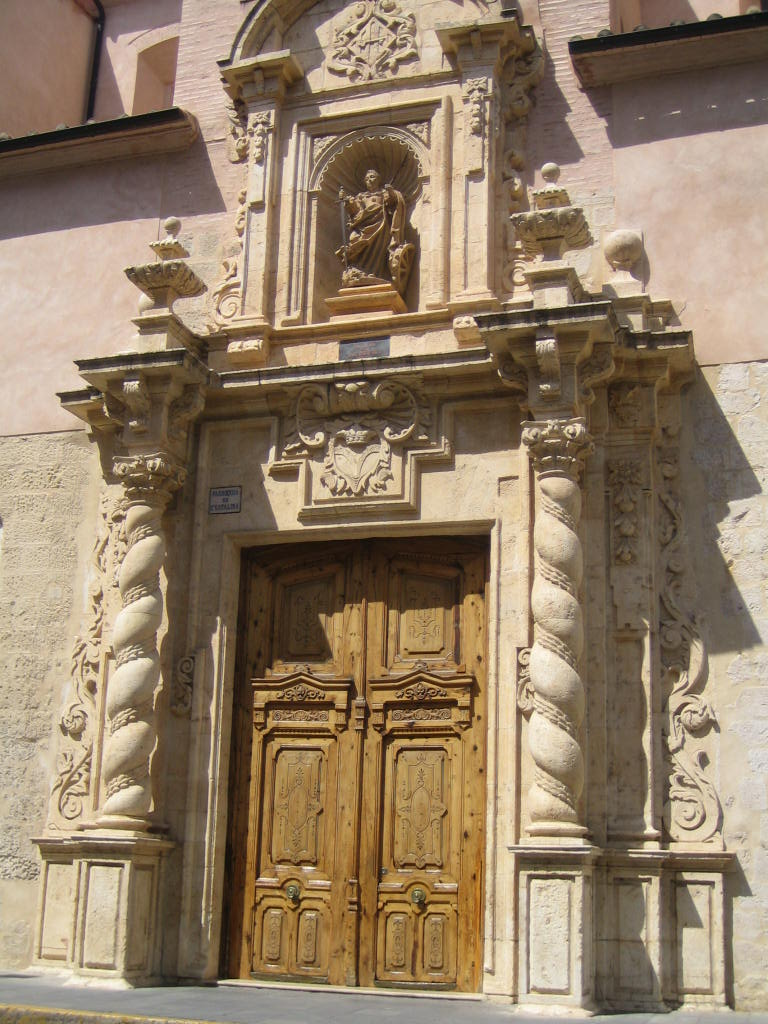
Portada barroca.

En 1681 se produce la reedificación total de la iglesia y solo se aprovechan los elementos que podrían servir de sustentación a la obra nueva.
En el año 1681 se redacta el documento de la "Memoria de les capitulacions i obra que sea de fer i executar en la Villa de Alzira com es rehedificar la Iglesia de Santa Caterina Mártir de la dita Villa, conforme a la planta y perfil de Juan Pérez". Se refiere al arquitecto barroco Juan Pérez Castiel.Este documento no solamente nos explica con todo lujo de detalles la obra nueva sino que además nos puede servir en nuestros días para comprender el templo gótico original y los restos que quedaron después de esta reforma.
La nueva iglesia ocupa la misma planta que el antiguo templo de una sola nave basilical cubierta por arcos de medio punto como arcos torales que la subdividen y capillas laterales entre contrafuertes. La cubierta de la nave es a dos aguas. Estilísticamente se encuentra dentro de un eclecticismo neoclásico barroco del que es la mejor muestra la portada barroca de la plaza de Santa Catalina realizada por Gaspar Dies, muy similar a la de San Andrés de Valencia.
En 1702 Tomás Vergara, escultor de Valencia, recibe el encargo de los retablos para las capillas laterales de dicha iglesia.
En 1776 se inicia la construcción de la capilla de la Comunión sobre el solar del desaparecido cementerio situado a los pies de la iglesia. La obra se construye según proyecto del arquitecto Vicente Gascó de Valencia. El espacio lo conforma una cúpula tabicada que descansa sobre el tambor formado por arcos torales y pechinas esféricas en los ángulos, todo ello asentado sobre las pilastras que soportan los arcos de medio punto.
En la Guerra Civil de 1936, el templo fue incendiado perdiéndose junto al valioso archivo los fondos escultóricos y pictóricos revalorizados por las obras custodiadas tras la desamortización, y procedentes de los monasterios de La Murta, Franciscanos y Capuchinos.

## Culto
La iglesia arciprestal está dedicada a Santa Catalina, virgen y mártir. En su interior se custodian las reliquias de San Bernardo de Alcira, patrón de la ciudad. En la capilla del Sagrario, se venera la imagen de Nuestra señora de la Murta, copatrona de la ciudad. Santa Catalina es también la Patrona de las Fiestas de Moros y Cristianos,. declaradas de interés turístico local, desde 2016. Los arcabuces se disparan tres veces bajo orden de la Reina de las Fiestas en la puerta del templo en honor a la Santa y se procede a la ofrenda de Flores y Frutos por parte de las diferentes Filás y Comparsas.